# Delirion
Delirion är ett spanskt power metal-band från Alicante, startat i slutet av 2003 under namnet Soulburn. Bandet är influerad av bland andra banden Sonata Arctica, Helloween, Stratovarius, Edguy och Kamelot.

## Medlemmar
Nuvarande medlemmar
- Sergio Sáez – gitarr (2004– )
- Ana de Miguel – keyboard (2004– )
- Cristopher Ripoll – sång (2006– )
- Germán Carbonell – trummor (2008– )
- Paco M. Castillo – basgitarr (2012– )

Tidigare medlemmar
- Rafael "Rafa" Carmona – basgitarr (2004–2012)
- Maiden – trummor (2004–2005)
- Toni – sång (2004)
- Román Planelles – trummor (2005–2008)
- Rubén Picazo – sång (2005–2006)

## Diskografi
Demo
- Demo 2005 (2005)
- Promo 2006 (2006)

Studioalbum
- Silent Symphony (2009)
- Lotus (2010)

EP
- Tainted Songs (2016)